# Raísa Smetánina
Raísa Petrovna Smetánina (en ruso: Раиса Петровна Сметанина; Mojcha, URSS, 29 de febrero de 1952) es una deportista rusa que compitió para la Unión Soviética en esquí de fondo.
Participó en cinco Juegos Olímpicos de Invierno, entre los años 1976 y 1992, obteniendo en total diez medallas: tres en Innsbruck 1976, oro en 10 km y el relevo (junto con Nina Baldychova, Zinaida Amosova y Galina Kulakova) y plata en 5 km, oro y plata en Lake Placid 1980, en 5 km y el relevo (con Nina Baldychova, Nina Rocheva y Galina Kulakova), dos platas en Sarajevo 1984, en los 10 km y 20 km, plata y bronce en Calgary 1988, en los 10 km y 20 km, y oro en Albertville 1992, en el relevo (con Yelena Välbe, Larisa Lazutina y Liubov Yegorova).
Ganó quince medallas en el Campeonato Mundial de Esquí Nórdico entre los años 1974 y 1991.

## Palmarés internacional
| Representando a la URSS           |                              |                   |                 |
| Juegos Olímpicos                  |                              |                   |                 |
| Año                               | Lugar                        | Medalla           | Prueba          |
| 1976                              | Innsbruck (Austria)          | Medalla de oro    | 10 km           |
| 1976                              | Innsbruck (Austria)          | Medalla de oro    | Relevo 4 × 5 km |
| 1976                              | Innsbruck (Austria)          | Medalla de plata  | 5 km            |
| 1980                              | Lake Placid (Estados Unidos) | Medalla de oro    | 5 km            |
| 1980                              | Lake Placid (Estados Unidos) | Medalla de plata  | Relevo 4 × 5 km |
| 1984                              | Sarajevo (Yugoslavia)        | Medalla de plata  | 10 km           |
| 1984                              | Sarajevo (Yugoslavia)        | Medalla de plata  | 20 km           |
| 1988                              | Calgary (Canadá)             | Medalla de plata  | 10 km           |
| 1988                              | Calgary (Canadá)             | Medalla de bronce | 20 km           |
| Campeonato Mundial                |                              |                   |                 |
| Año                               | Lugar                        | Medalla           | Prueba          |
| 1974                              | Falun (Suecia)               | Medalla de oro    | Relevo 4 × 5 km |
| 1974                              | Falun (Suecia)               | Medalla de bronce | 5 km            |
| 1976                              | Innsbruck (Austria)          | Medalla de oro    | 10 km           |
| 1976                              | Innsbruck (Austria)          | Medalla de oro    | Relevo 4 × 5 km |
| 1976                              | Innsbruck (Austria)          | Medalla de plata  | 5 km            |
| 1978                              | Lahti (Finlandia)            | Medalla de plata  | 10 km           |
| 1978                              | Lahti (Finlandia)            | Medalla de bronce | 5 km            |
| 1978                              | Lahti (Finlandia)            | Medalla de bronce | Relevo 4 × 5 km |
| 1980                              | Lake Placid (Estados Unidos) | Medalla de oro    | 5 km            |
| 1980                              | Lake Placid (Estados Unidos) | Medalla de plata  | Relevo 4 × 5 km |
| 1982                              | Oslo (Noruega)               | Medalla de oro    | 20 km           |
| 1982                              | Oslo (Noruega)               | Medalla de plata  | Relevo 4 × 5 km |
| 1985                              | Seefeld (Austria)            | Medalla de oro    | Relevo 4 × 5 km |
| 1989                              | Lahti (Finlandia)            | Medalla de plata  | Relevo 4 × 5 km |
| 1991                              | Val di Fiemme (Italia)       | Medalla de oro    | Relevo 4 × 5 km |
| Representando al Equipo Unificado |                              |                   |                 |
| Juegos Olímpicos                  |                              |                   |                 |
| Año                               | Lugar                        | Medalla           | Prueba          |
| 1992                              | Albertville (Francia)        | Medalla de oro    | Relevo 4 × 5 km |